# Predrag Spasić
Predrag Spasić (en serbio, Предраг Спасић) (n. 28 de septiembre de 1965 en Kragujevac, Serbia) es un ex futbolista serbio, que jugó como defensa central y fue internacional por la selección de fútbol de Yugoslavia.

## Biografía
Spasić comenzó su carrera como futbolista en el club de su ciudad, el FK Radnički Kragujevac, y debutó con el primer equipo en 1984. Allí permaneció durante cuatro temporadas hasta que en 1988 el Partizan de Belgrado, uno de los equipos más fuertes de la liga yugoslava, se hizo con sus servicios. Su labor al frente de la zaga, con la que jugó 55 partidos en dos temporadas e incluso fue capitán, hizo que la selección de Yugoslavia comenzara a convocarlo para encuentros internacionales, y el futbolista estuvo presente en el plantel yugoslavo que jugó en el Mundial de Italia 1990.
Al término del Mundial, el Real Madrid fichó al futbolista por cuatro temporadas, y pagó cerca de 200 millones de pesetas por él. La contratación del jugador fue una sorpresa porque el club esperaba firmar a Des Walker, defensa del Nottingham Forest. Sin embargo, las negociaciones con la entidad inglesa se rompieron y el presidente del club, Ramón Mendoza, apostó por el jugador yugoslavo tras su actuación en Italia 1990. Spasić comenzó la temporada 1990/91 como titular, pero su rendimiento no fue el esperado y terminó relegado al banquillo. Después de anotar un gol en propia meta en un partido de máxima rivalidad frente al FC Barcelona, el Real Madrid le declaró transferible y le traspasó al CA Osasuna al final de la campaña.
En las tres temporadas que estuvo en el Osasuna, Spasić jugó 88 partidos. Cuando el club navarro descendió a Segunda División, el futbolista recaló en las filas del Club Atlético Marbella, para el que sólo jugó cinco partidos. En 1995 regresó al fútbol yugoslavo para fichar por el FK Radnički Jugopetrol por una temporada, y al término de la misma se retiró del fútbol profesional a los 31 años.

## Estadísticas como jugador
| Club                              | Temporada           | Total      | Total |
| Club                              | Temporada           | Encuentros | Goles |
| --------------------------------- | ------------------- | ---------- | ----- |
| FK Radnički Kragujevac Yugoslavia | 1984/85             | -          | -     |
| FK Radnički Kragujevac Yugoslavia | 1985/86             | -          | -     |
| FK Radnički Kragujevac Yugoslavia | 1986/87             | 3          | 0     |
| FK Radnički Kragujevac Yugoslavia | 1987/88             | 29         | 2     |
| FK Radnički Kragujevac Yugoslavia | Total               | 32         | 2     |
| FK Partizan Belgrado Yugoslavia   | 1988/89             | 26         | 1     |
| FK Partizan Belgrado Yugoslavia   | 1989/90             | 29         | 2     |
| FK Partizan Belgrado Yugoslavia   | Total               | 55         | 3     |
| Real Madrid · España              | 1990/91             | 25         | 0     |
| Real Madrid · España              | Total               | 25         | 0     |
| CA Osasuna · España               | 1991/92             | 23         | 0     |
| CA Osasuna · España               | 1992/93             | 36         | 2     |
| CA Osasuna · España               | 1993/94             | 29         | 1     |
| CA Osasuna · España               | Total               | 88         | 3     |
| Atlético Marbella · España        | 1994/95             | 5          | 0     |
| Atlético Marbella · España        | Total               | 5          | 0     |
| FK Radnički Jugopetrol Yugoslavia | 1995/96             | 8          | 1     |
| FK Radnički Jugopetrol Yugoslavia | Total               | 8          | 1     |
| Total en su carrera               | Total en su carrera | 213        | 9     |